# Contea di Lassen
La contea di Lassen, in inglese Lassen County, è una contea dello Stato della California, negli Stati Uniti. La popolazione al censimento del 2000 era di 33 828 abitanti. Il capoluogo di contea è Susanville, unico centro della contea ad essere amministrato da una municipalità.

## Geografia fisica
La contea si trova nella parte nord-orientale dello Stato, al confine con il Nevada. L'U.S. Census Bureau certifica che l'estensione della contea è di 12226 km², di cui 11803 km² composti da terra e i rimanenti 423 km² composti di acqua. Nella zona occidentale si trovano numerosi laghi, tra cui il lago Eagle. La contea ospita diverse aree protette e parchi nazionali, tra cui il parco nazionale vulcanico di Lassen.

### Contee confinanti
- Contea di Modoc - nord
- Contea di Washoe (Nevada) - est
- Contea di Sierra - sud-est
- Contea di Plumas - sud
- Contea di Shasta - ovest

## Storia
La contea di Lassen fu costituita nel 1864 da parte dei territori delle contee di Plumas e Shasta. Fu chiamata così in onore dell'esploratore Peter Lassen.

## Infrastrutture e trasporti

### Principali strade ed autostrade
- U.S. Highway 395
- California State Route 36
- California State Route 44
- California State Route 139
- California State Route 299

## Comunità
L'unica city incorporata è Susanville, il capoluogo.

### Census-designated places[7]
- Bieber
- Clear Creek
- Doyle
- Herlong
- Janesville
- Johnstonville
- Litchfield
- Little Valley
- Madeline
- Milford
- Nubieber
- Patton Village
- Spaulding
- Stones Landing
- Westwood